# Ús lingüístic
L'ús lingüístic és tot allò que l'individu comunica com a emissor i rep com a receptor. És l'objecte d'estudi de la sociolingüística. Consisteix en el conjunt de relacions i connexions que hi ha entre una llengua i els medis socioculturals en què funciona i existeix. Juntament amb l'estructura lingüística, constitueix part integrant d'una llengua. Lluís V. Aracil el defineix de la següent manera «L'ús lingüístic pot i deu ésser definit com a la totalitat de les connexions dinàmiques entre la llengua (com a estructura) i la matriu sociocultural en què ocorre i funciona».
Segons Aracil hi ha quatre punts principals a subratllar quan es parla de l'ús lingüístic:
- L'ús lingüístic és un conjunt de connexions.
- És dinàmic: es transforma per causes polítiques, econòmiques o d'altra mena i no podríem explicar el canvi lingüístic sense parlar de l'ús lingüístic.
- És complex per més que el considerem una totalitat coherent, i cal estudiar-lo empíricament per poder-lo entendre per complet.
- És, alhora, divers i variable: els diferents individus poden seleccionar les varietats que els cal utilitzar segons la situació concreta en què es trobin. És també un dels indicadors del grau de viabilitat d'una llengua.

## Tipus
Segons Aracil es poden distingir dos tipus d'ús lingüístic: l'ús intencional i l'ús convencional. L'ús fa referència a la intenció concreta de cada parlant en usar una llengua determinada. Podríem dir-ne també ús subjectiu. La intenció és l'única variable que l'usuari d'un idioma pot controlar individualment d'una forma estricta, encara que sempre hagi d'estar lligada a un referent sociocultural que faci possible la comunicació amb la resta de la comunitat de parlants de la llengua concreta.
Les variacions intencionals del llenguatge, com diu Aracil, són usos d'un idioma que sonen fora de lloc, que no es circumscriuen dins les normes corrents de l'ús lingüístic.
Moltes vegades aquest ús intencional es fa servir amb to humorístic. En aquest sentit les variacions intencionals del llenguatge tenen una estructura anàloga al “llenguatge figurat” i podria substituir la figura retòrica de la ironia. Així usant una llengua (o registre lingüístic) en un context que no li és propi s'aconsegueix un efecte humorístic. Aquest ús “fora de lloc” d'una varietat lingüística fa que la transmissió d'un determinat missatge vagi molt més enllà del que indiquen el significat de les paraules que són pronunciades. L'ús d'aquesta determinada varietat lingüística en aquest context específic es transforma en part del missatge i li dona tot un altre significat.
Aquest ús intencional no només es pot usar en situacions humorístiques, també es pot usar intencionalment una llengua o registre lingüístic en un àmbit que no li és propi com a reivindicació, amb intenció de fer-lo propi, per a dur a terme un canvi.
En aquest cas, un ús lingüístic intencional constant pot transformar les normes d'ús lingüístic i per tant, esdevenir motor de canvi en els processos de substitució i normalització lingüística. Per tant, l'ús lingüístic no és un mecanisme immodificable, perquè una suma d'intencions de molts parlants en diferents situacions d'ús pot arribar a provocar canvis en les normes d'ús lingüístic convencional de les llengües. De tot plegat se'n desprèn que “l'ús intencional és, doncs, l'únic recurs de canvi sociolingüístic que depèn exclusivament dels parlants”.
La intenció és una variable sociolingüística que s'ha d'estudiar amb deteniment, ja que és un factor potencial de canvi lingüístic, per què l'ús lingüístic contribueix a recuperar la llengua.
L'ús convencional (o ús objectiu) està subjecte a un conjunt o sistema de normes d'ús que no poden ser transgredides, si no es vol perjudicar la comprensió entre els parlants, i que ens acostaria al que coneixem com a llenguatge estàndard. És anomenat ús lingüístic convencional perquè s'adapta a l'ús d'una societat (considerat com a ús normal). Es fa ús convencional d'un idioma quan l'utilitzem en tots els seus àmbits ús, seguint les indicacions de la seva normativa i segons les seves normes d'ús comunes.